# Mitzi Gaynor
Pour les articles homonymes, voir Gaynor.
Mitzi Gaynor, née le 4 septembre 1931 à Chicago (Illinois, États-Unis) et morte le 17 octobre 2024 à Los Angeles (Californie, États-Unis), est une actrice, chanteuse et danseuse américaine.

## Biographie

### Jeunesse
Mitzi Gaynor naît sous le nom d'état civil de Francesca Marlene de Czanyi von Gerber le 4 septembre 1931 à Chicago (Illinois, États-Unis) de Henry de Czanyi von Gerber, violoniste, violoncelliste et chef d'orchestre d'origine hongroise et de son épouse, Pauline, danseuse. Sa famille déménage à Détroit puis Los Angeles.

### Carrière
Mitzi Gaynor apprend la danse à l'âge de 13 ans. À 17 ans, elle signe à la Twentieth Century-Fox.

### Mort
Mitzi Gaynor meurt le 17 octobre 2024 à Los Angeles (Californie, États-Unis) de causes naturelles,.

## Filmographie

### Cinéma

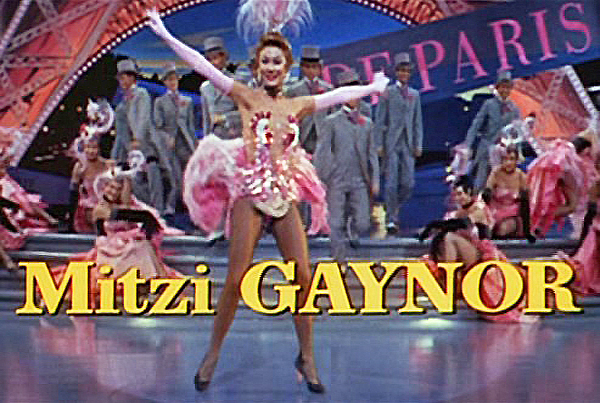
Mizi Gaynor dans La Joyeuse Parade (1954).

- 1949 : It's Your Health (court-métrage) : Peggy Hendricks
- 1950 : Trois Gosses sur les bras (My Blue Heaven) de Henry Koster : Gloria Adams
- 1951 : Le Temps des cerises (Take Care of My Little Girl) de Jean Negulesco : Adelaide Swanson
- 1951 : Une fille en or (Golden Girl) de Lloyd Bacon : Lola Crabtree
- 1952 : Cinq Mariages à l'essai (We're Not Married!) de Edmund Goulding : Patricia Reynolds Fisher
- 1952 : Gosses des bas-fonds (Bloodhounds of Broadway) de Harmon Jones : Emily Ann Stackerlee
- 1953 : La Folle Aventure (The I Don't Care Girl) de Lloyd Bacon : Eva Tanguay
- 1953 :  Down Among the Sheltering Palms de Edmund Goulding : Rozouila
- 1954 : Three Young Texans de Henry Levin : Rusty Blair
- 1954 : La Joyeuse Parade (There's No Business Like Show Business) de Walter Lang : Katy Donahue
- 1955 : Tout le plaisir est pour moi (Three for the Show) de H. C. Potter
- 1956 : Millionnaire de mon cœur (The Birds and the Bees) de Norman Taurog : Jean Harris
- 1956 : Quadrille d'amour (Anything Goes) de Robert Lewis : Patsy Blair
- 1957 : Le Pantin brisé (The Joker Is Wild) de Charles Vidor : Martha Stewart
- 1957: Les Girls de George Cukor : Joanne Joy Henderson
- 1958 : South Pacific de Joshua Logan : Ensign Nellie Forbush
- 1959 : Joyeux Anniversaire (Happy Anniversary), de David Miller : Alice Walters
- 1960 : Un cadeau pour le patron (Surprise Package) de Stanley Donen : Gabby Rogers
- 1960 : The Children of Lindos (court-métrage) : Gabby Rogers
- 1963 : Trois Filles à marier (For Love or Money) de Michael Gordon : Kate Brasher

## Voix Françaises
- 1957 : Les Girls : Joëlle Janin (voix parlée)
- 1957 : Les Girls : Lucie Dolène (voix chantée)

## Divers
Mitzi Gaynor était le premier choix de Billy Wilder, le réalisateur de Certains l'aiment chaud, pour le rôle principal féminin finalement tenu par Marilyn Monroe. Elle devait en être la vedette avec Frank Sinatra qui a, lui, refusé de se travestir pour le rôle, ce que fera finalement Jack Lemmon[réf. nécessaire].